# علم بوتسوانا
علم بوتسوانا (التسوانية:folaga ya Botswana) أعتمد علم بوتسوانا في 30 أيلول - سبتمبر من سنة 1966.

## التاريخ
في عام 1885، أصبحت بوتسوانا محمية تابعة للمملكة المتحدة ضمن إمبراطوريتها الاستعمارية. حدث هذا بعد أن تفاوض قادة شعب تسوانا مع البريطانيين لتوفير الحماية لهم من البوير، الذين كانوا يغزون أراضيهم من جمهورية جنوب إفريقيا المجاورة. على الرغم من هذه الحماية الجديدة، استمرت جنوب أفريقيا في الضغط على البريطانيين للسماح لهم بضم بيتشوانلاند إلى اتحادهم. لم يحدث هذا بسبب المعارضة الواسعة من شعب باتسوانا، وفي عام 1966 حصلت بيتشوانلاند على استقلالها من بريطانيا ؛ وغيرت اسم البلد الجديدة إلى بوتسوانا.
قبل حصولها على الاستقلال، لم يكن لدى بوتسوانا عل خاص بها. ورُفع العلم لأول مرة في منتصف ليل 30 سبتمبر 1966، وهو اليوم الذي أصبحت فيه بوتسوانا دولة مستقلة.

## معنى العلم

تصميم علم بوتسوانا.

يرمز اللون الأزرق الفاتح إلى المياه وبالأخص مياه الأمطار أما اللونين الأسود والأبيض فيرمزان إلى الانسجام العرقي في البلاد ويرمزان كذلك إلى حيوان الحمار الوحشي، الحيوان الوطني لبوتسوانا، الموجود على شعار البلاد.